# Penske Racing (Formel 1)
Das Motorsport-Team Penske Racing (heute Team Penske) war von 1974 bis 1976 auch mit einem Team in der Formel 1 aktiv.

## Geschichte

### Eigenes Team
Zwischen 1974 und 1976 setzte Penske Racing Fahrzeuge mit Motoren von Ford in der Formel 1 ein.

#### 1974

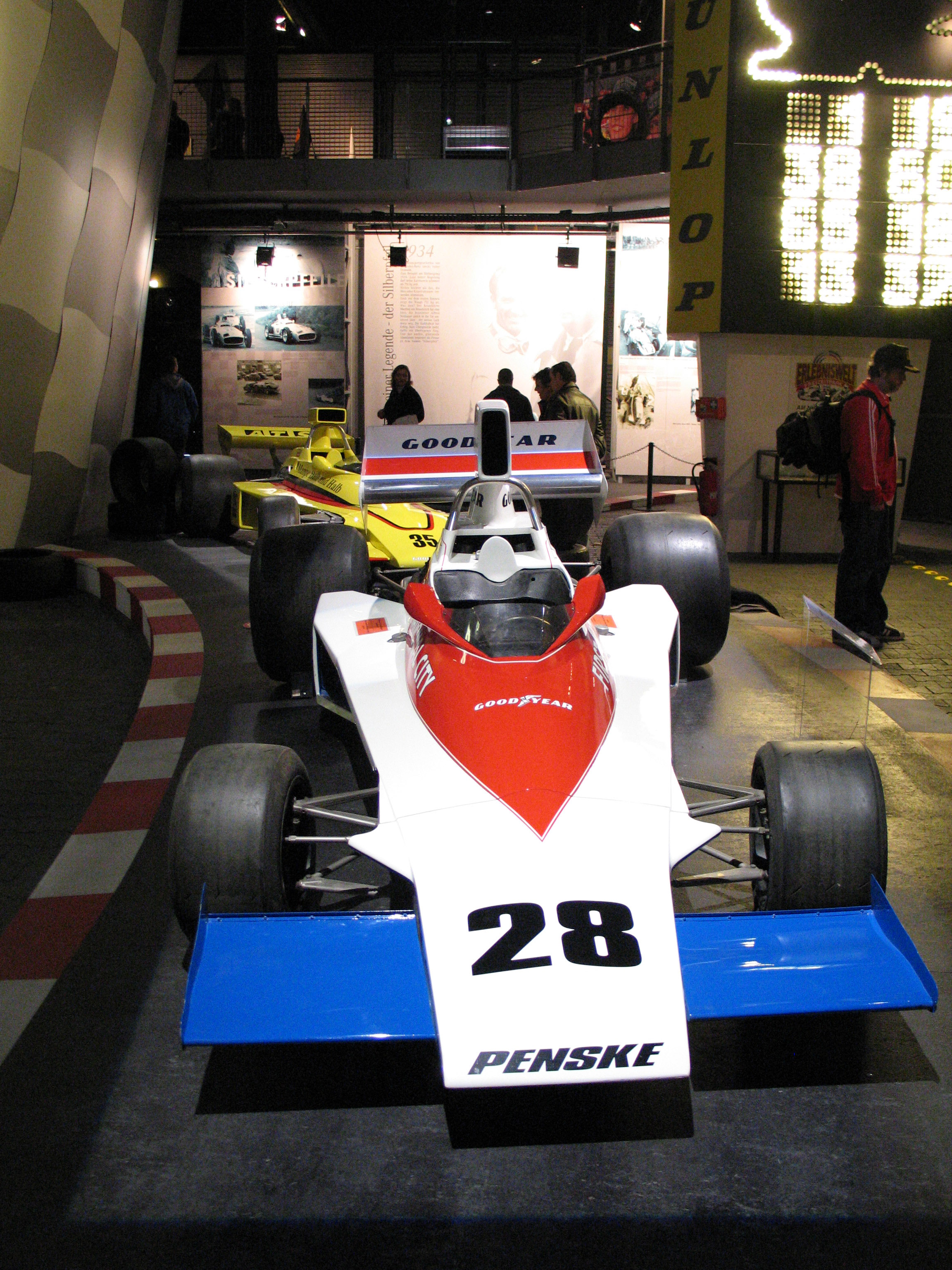
Penske PC1 von 1975

In der Saison 1974 trat das Team mit Mark Donohue beim Großen Preis von Kanada und beim Großen Preis der USA mit dem Penske PC1 an. In Kanada konnte nach einem 24. Platz in der Qualifikation im Rennen noch ein 12. Rang erreicht werden. In den USA schied Donohue von Platz zwölf startend mit Aufhängungsschaden aus.

#### 1975
In der folgenden Saison, in der ebenfalls der PC1 eingesetzt wurde, verpasste Donohue mehrere Male trotz verhaltener Qualifikationsergebnisse nur knapp einen Punkterang. Neben mehreren Ausfällen aufgrund von Unfällen bzw. technischen Defekten konnte er schließlich beim Großen Preis von Schweden mit Platz fünf die ersten Punkte für Penske in der Formel 1 holen. Einen weiteren fünften Platz konnte er beim Großen Preis von Großbritannien erzielen, bei dem wie in den beiden folgenden Rennen in Deutschland und Österreich ein March 751 eingesetzt wurde. Im Warm-up des österreichischen Grand Prix verunglückte Mark Donohue schwer und starb. Für den Großen Preis der USA wurde er durch John Watson ersetzt, der – wieder im PC1 – als Neunter ins Ziel kam.

#### 1976

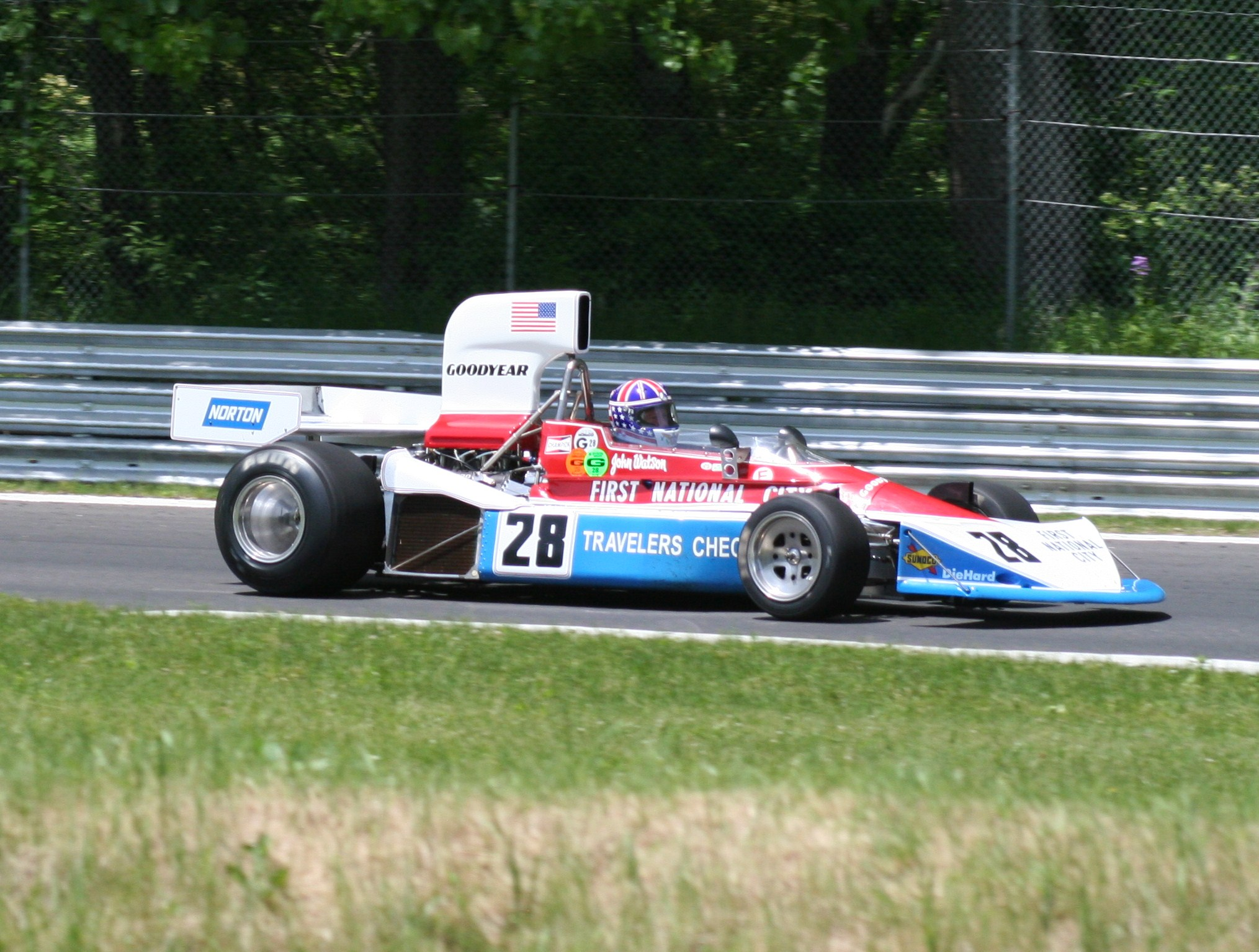
Ein Penske PC3 bei einem historischen Grand Prix im Lime Rock Park 2009

1976 war die erfolgreichste Saison des Teams. John Watson bestritt die komplette Saison. Zuerst wurde der Penske PC3 eingesetzt, ehe er jedoch ab dem Großen Preis von Schweden durch den Penske PC4 ersetzt wurde. Watson konnte sich regelmäßig für vordere Mittelfeldplätze qualifizieren und mehrmals Punkte holen. Das beste Ergebnis in der Qualifikation war ein zweiter Platz beim Großen Preis von Österreich, den er schließlich gewinnen konnte. Davor bereits konnte er sich bei den Rennen in Großbritannien und Frankreich jeweils als Dritter platzieren; am Ende der Saison standen für den Nordiren 20 Punkte und der siebte Platz in der Fahrerwertung und für das Team der fünfte Platz in der Konstrukteurswertung zu Buche.
Im selben Jahr setzte das Team F&S Properties mit Boy Hayje als Fahrer, das nur bei einem Rennen antrat, einen Penske PC3 ein.

### Verkauf an ATS
Ende der Saison verkaufte Penske sein Formel-1-Team an ATS. Unter der Regie von Günter Schmid konnte Jean-Pierre Jarier 1977 mit dem Penske PC4 einen WM-Punkt einfahren.
Das Team Interscope Racing mit dem Fahrer Danny Ongais trat 1977 in ihren einzigen beiden Rennen der Saison ebenfalls mit dem Penske-PC4-Chassis an.
1979 baute Penske für Héctor Rebaque einen Formel-1-Wagen, der als Rebaque HR100 gemeldet wurde. Er scheiterte jedoch in drei Anläufen zweimal an der Qualifikation und konnte einmal das Rennen nicht beenden.

## Statistik

### Formel-1-Ergebnisse von Penske Racing
| Jahr | Fahrer       | Starts | Punkte | Siege | Fahrzeug                |
| ---- | ------------ | ------ | ------ | ----- | ----------------------- |
| 1974 | Mark Donohue | 2      | 0      | 0     | Penske PC1              |
| 1975 | Mark Donohue | 9      | 4      | 0     | Penske PC1 / March 751  |
| 1975 | John Watson  | 1      | 0      | 0     | Penske PC1              |
| 1976 | John Watson  | 16     | 20     | 1     | Penske PC3 / Penske PC4 |

### Ergebnisse anderer Teams mit einem Penske-Wagen
| Jahr | Fahrer             | Team              | Starts | Punkte | Siege | Fahrzeug      |
| ---- | ------------------ | ----------------- | ------ | ------ | ----- | ------------- |
| 1976 | Boy Hayje          | F&S Properties    | 1      | 0      | 0     | Penske PC3    |
| 1977 | Jean-Pierre Jarier | ATS               | 10     | 1      | 0     | Penske PC4    |
| 1977 | Hans Heyer         | ATS               | 0*     | 0      | 0     | Penske PC4    |
| 1977 | Hans Binder        | ATS               | 2      | 0      | 0     | Penske PC4    |
| 1977 | Danny Ongais       | Interscope Racing | 2      | 0      | 0     | Penske PC4    |
| 1979 | Héctor Rebaque     | Team Rebaque      | 1      | 0      | 0     | Rebaque HR100 |

* Hans Heyer trat zwar zum Großen Preis von Deutschland an, konnte sich aber nicht für das Rennen qualifizieren.